# 터번

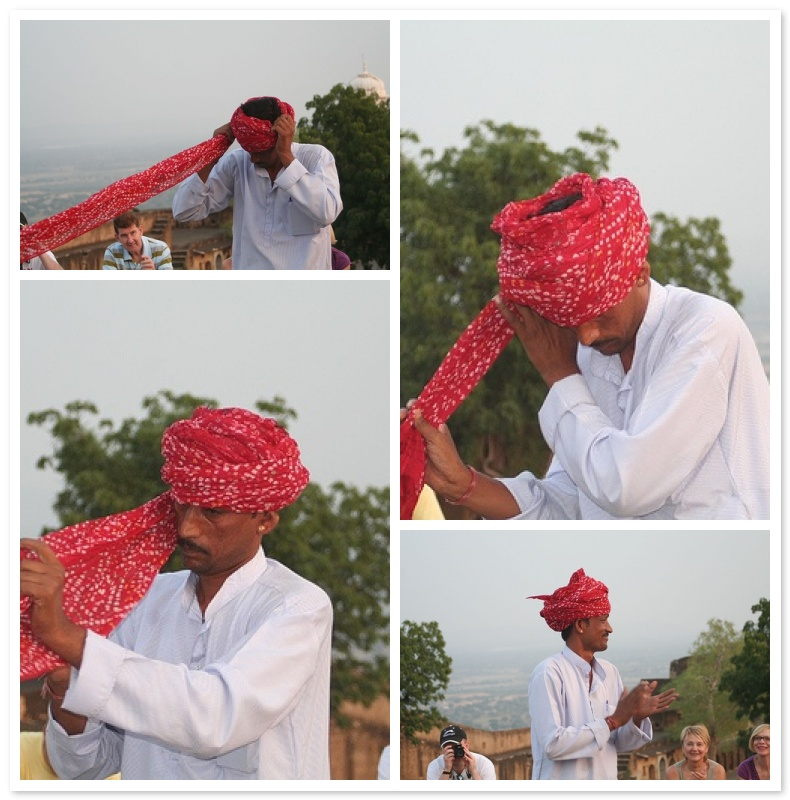
터번을 두르는 모습

터번(turban)은 인도인이나 무슬림이 머리에 둘러감는 수건을 의미한다.
원래 아시아와 중동의 더운 지역에서 햇빛으로부터 머리를 보호하기 위해 두르던 스카프였던 것이 아시아에서 서열을 표시하는 것으로 바뀌었다. 인도의 승려들은 작은 두건 주의에 흰색 모슬린 스카프를 감았고, 왕족은 화려한 비단 스카프를 감았다. 한때 터키의 술탄은 세 개의 왜가리 깃털과 여러 가지 보석으로 장식한 터번을 썼으며, 시크교도는 머리카락을 감싸는 터번을 쓴다.